# 雲泉駅 (光州広域市)
雲泉駅（ウンチョンえき）は、大韓民国光州広域市西区双村洞にある光州都市鉄道1号線の駅である。駅番号は(112)。副名称は湖南大（ホナムだい）入口。

## 駅構造
- 相対式ホーム2面2線の地下駅。

## 駅周辺
- 湖南大学校
- 5.18記念公園
- 光州広域市庁
- 尚武高等学校
- 雲泉貯水池

## 歴史
- 2004年4月28日 - 湖南大入口駅として開業。
- 2006年 - 雲泉駅に改称。

## 写真

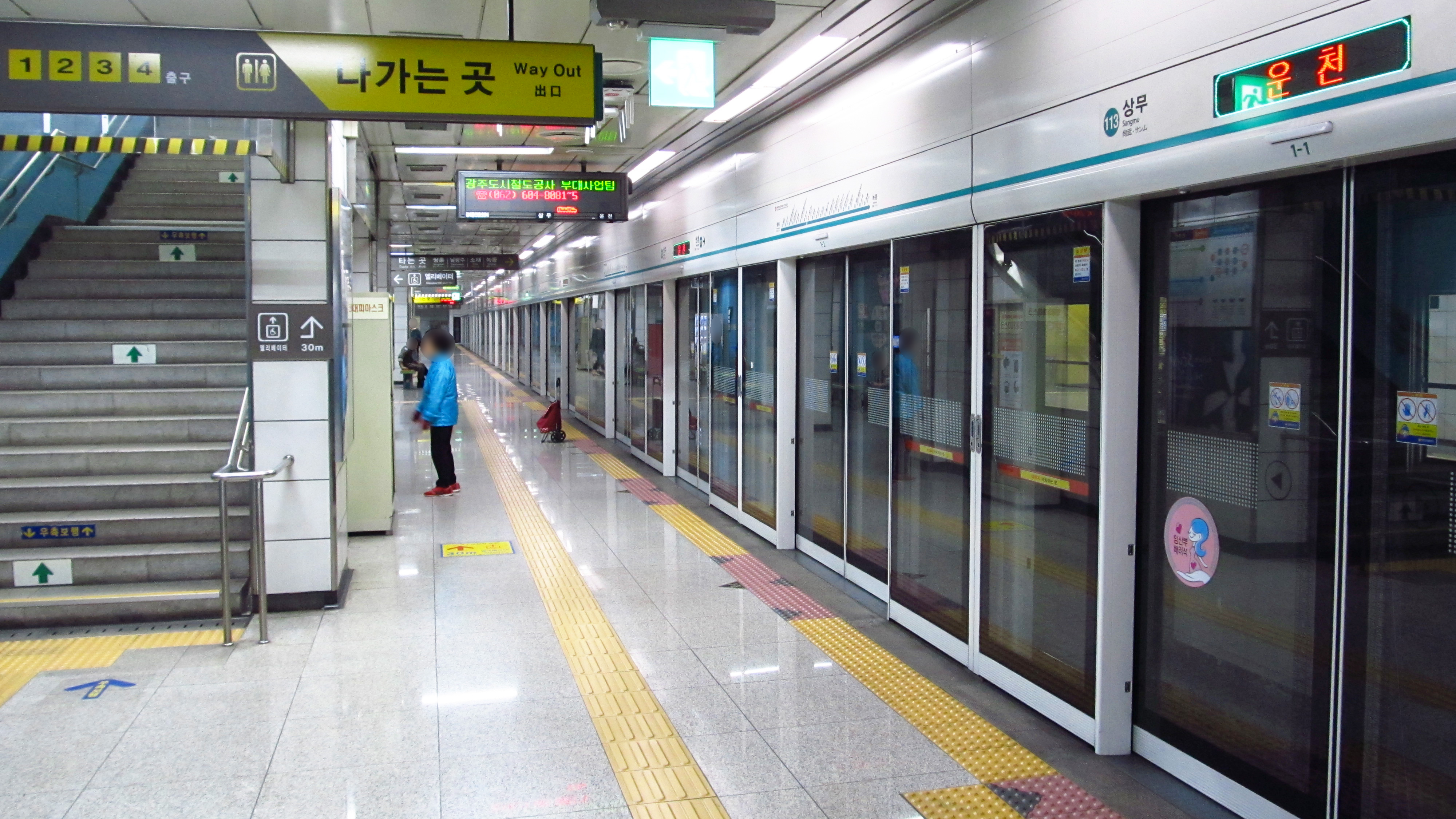
ホーム
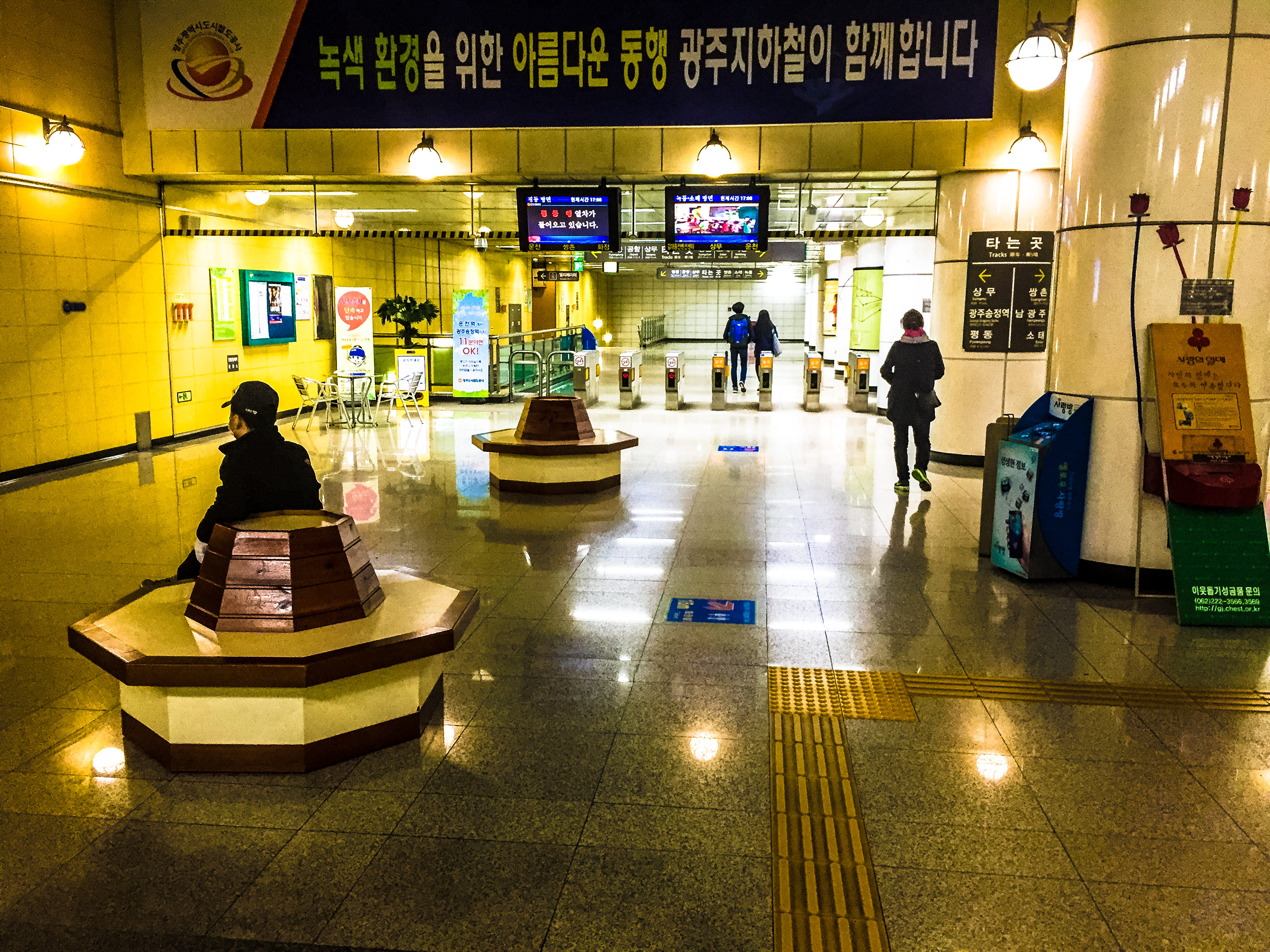
改札口
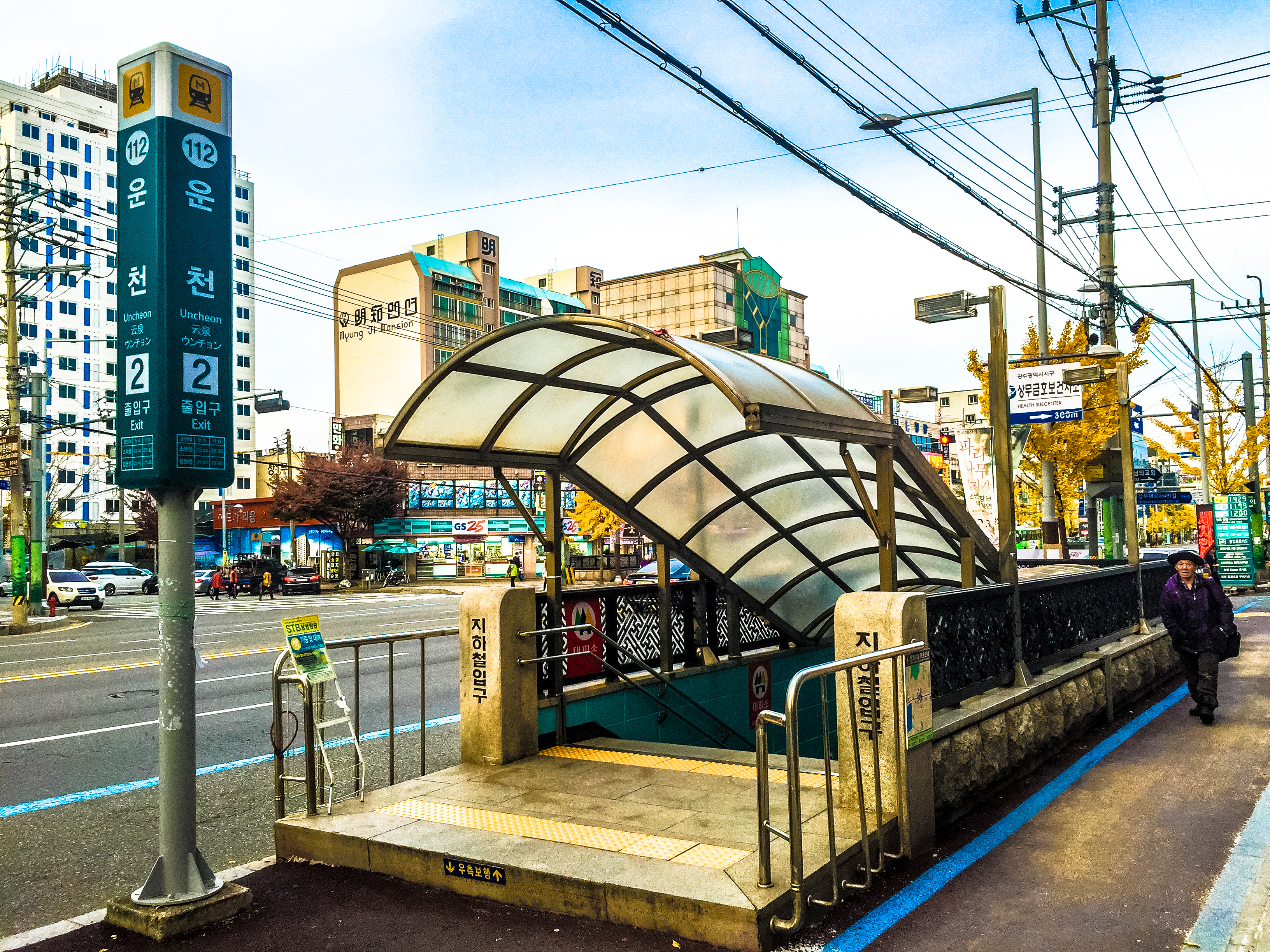
2番 出入口
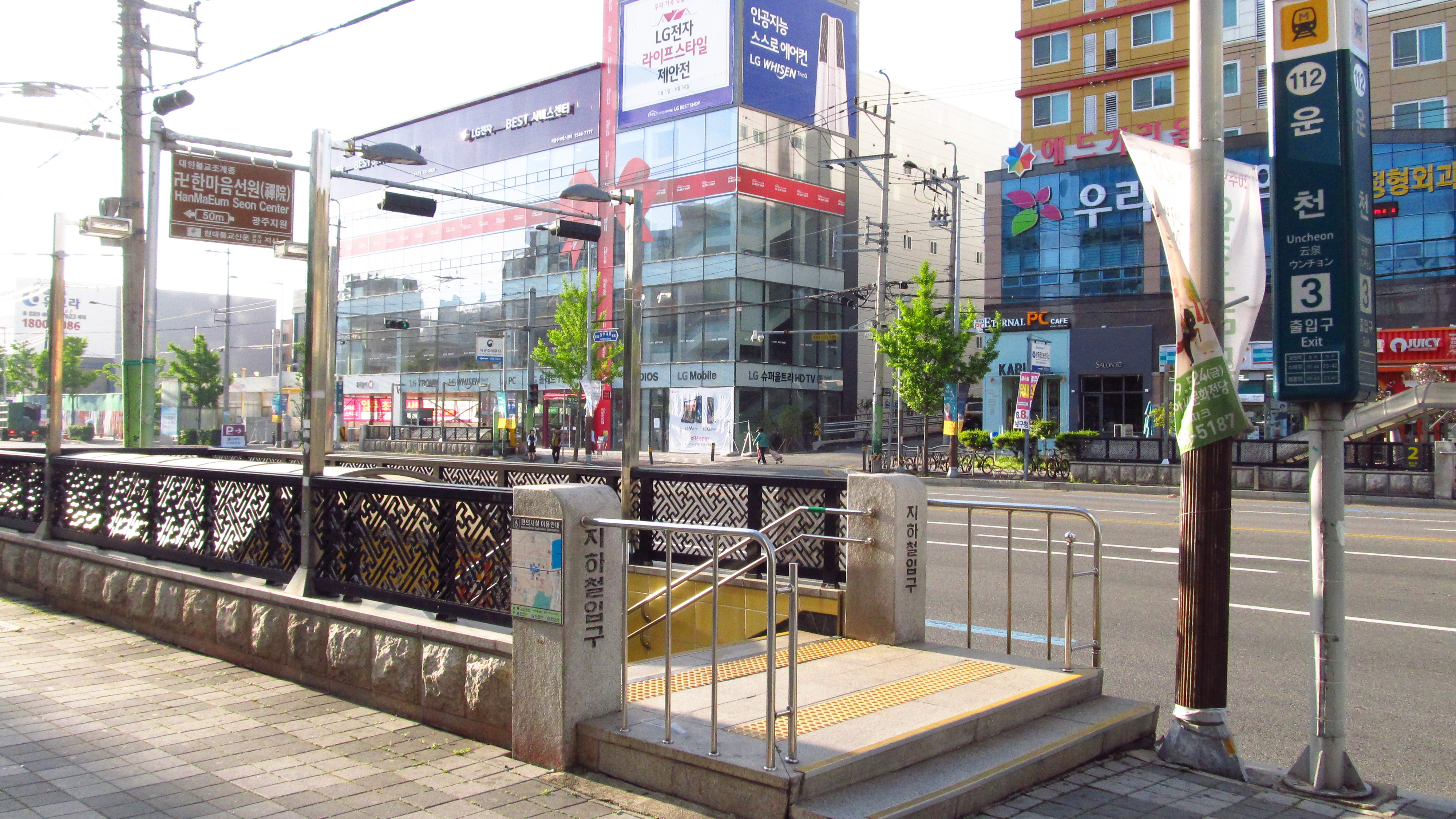
3番 出入口
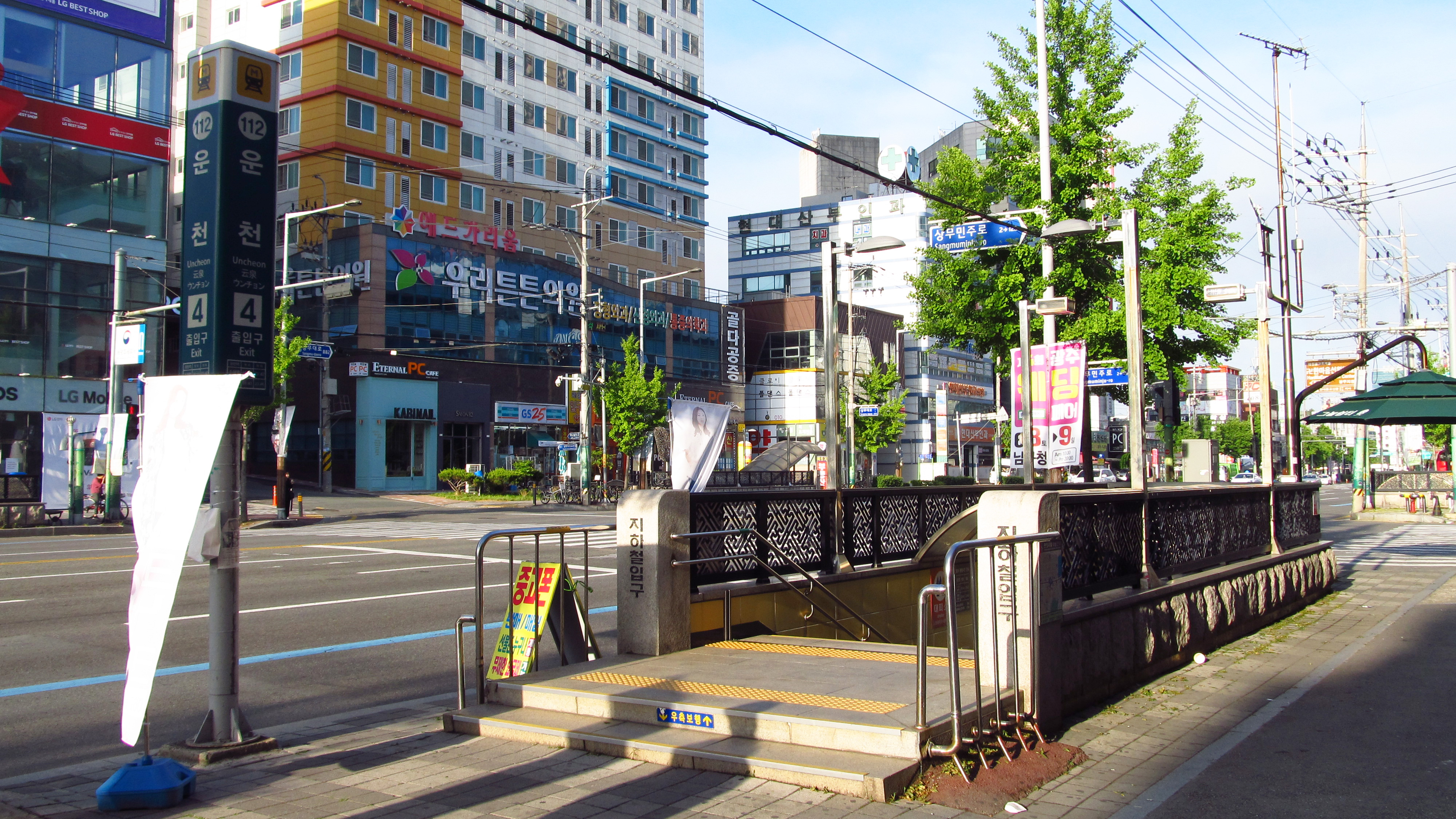
4番 出入口
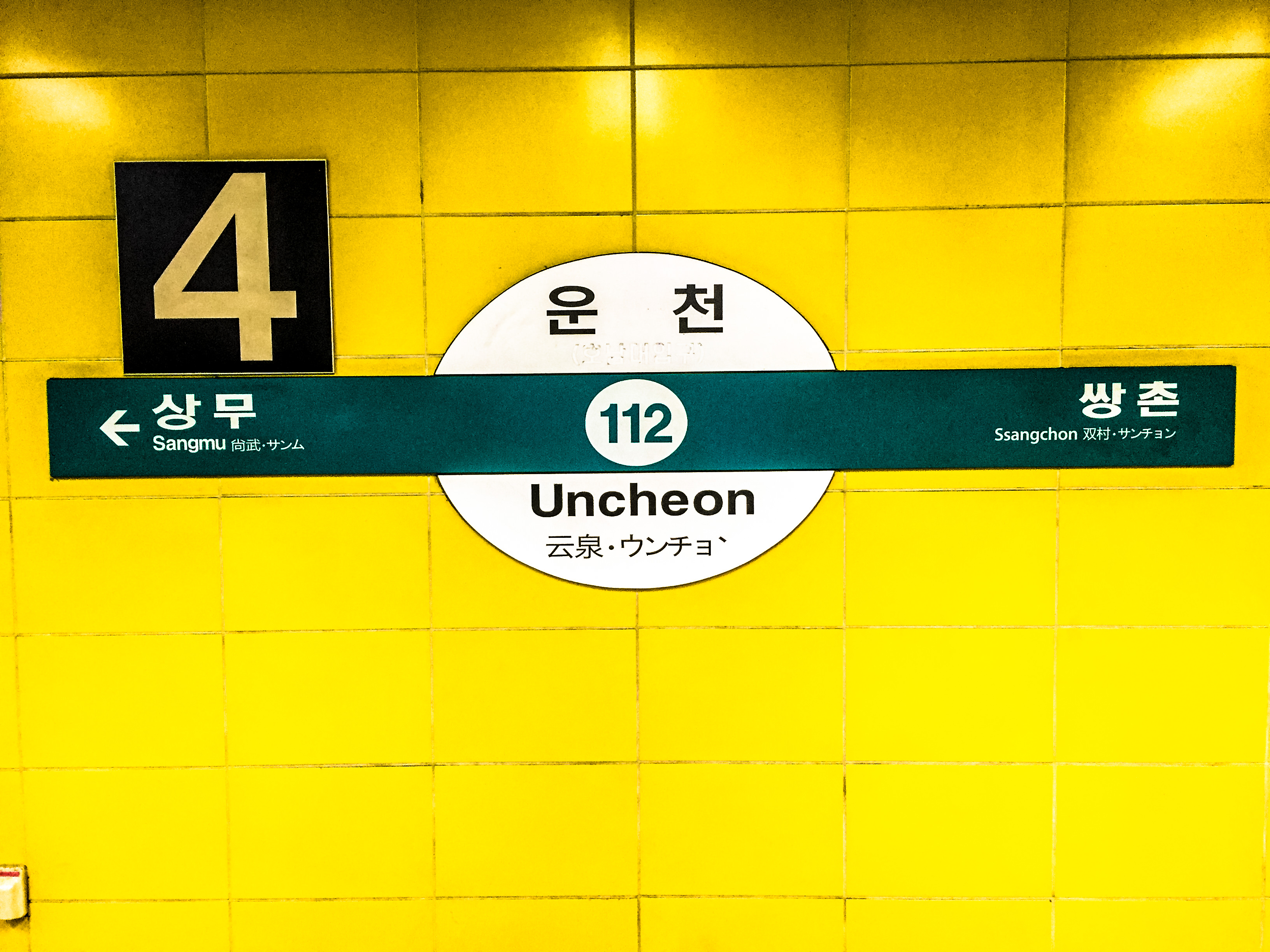
駅名標

## 隣の駅
光州交通公社
●1号線
双村駅 (111) ‐  雲泉駅 (112) ‐ 尚武駅 (113)